# Yoann Arlindo Araújo
Yoann Arlindo Araújo (Soisy-sous-Montmorency, 22 de agosto de 2001), más conocido como Yoann Araújo, es un futbolista francés. Juega como defensa y su equipo es la Cultural y Deportiva Leonesa de la Primera División RFEF.

## Clubes
| Club                         | País    | Año         |
| ---------------------------- | ------- | ----------- |
| Olympique de Marseille B     | Francia | 2018-2021   |
| Krasava Ypsona FC            | Chipre  | 2022-2023   |
| Cultural y Deportiva Leonesa | España  | 2022-Actual |